# Orestias cuvieri
Az Orestias cuvieri a csontos halak (Osteichthyes) osztályába, a fogaspontyalakúak (Cyprinodontiformes) rendjébe és az ikrázó fogaspontyok (Cyprinodontidae) családjába tartozó kihalt halfaj.

## Elterjedése
Az Andok lábánál lévő Titicaca-tóban élt.

## Megjelenése
Hossza 22 centiméter volt.